# Coahuilteco
Le coahuilteco (ou pajalate) est une langue amérindienne isolée qui était parlée au Sud du Texas et au Nord-Est du Mexique. La langue est éteinte

## Voyelles
|          | Avant  | Centre | Arrière |
| Hautes   | i / iː |        | u / uː  |
| Moyennes | e / eː |        | o / oː  |
| Basses   |        | a / aː |         |

Le coahuilteco possède des voyelles longues et courtes.

### Consonnes
|                          |             | Bilabiales | Interdentales | Alveolaires | Post-alveolaires | Palatales | Velares | Velares | Glottales |
| Pleines                  | Labiales    | Bilabiales | Interdentales | Alveolaires | Post-alveolaires | Palatales |         |         | Glottales |
| Stop                     | Pleines     | p          |               | t           |                  |           | k       | kʷ      |           |
| Stop                     | Ejectives   | pʼ         |               | tʼ          |                  |           | kʼ      | kʼʷ     | ʔ         |
|                          | Pleines     |            |               | [t͡s]        | [ t͡ʃ ]           |           |         |         |           |
| Ejectives                |             |            | [t͡sʼ]         | [ t͡ʃʼ]      |                  |           |         |         |           |
| Nasales                  |             | m          |               | n           |                  |           |         |         |           |
| Fricatives               |             |            | θ             | s           | ʃ                |           | x       | xʷ      | h         |
| Approximantes            |             |            |               |             |                  | j         |         | w       |           |
| Approximantes, laterales | Pleines     |            |               | l           |                  |           |         |         |           |
| Approximantes, laterales | Glotalisées |            |               | lʼ          |                  |           |         |         |           |